# Canton du Prêcheur
Le canton du Prêcheur est une ancienne division administrative française située dans le département et la région de la Martinique.

## Histoire
Par décret du 9 mai 1995, le canton du Prêcheur dépendant précédemment de l'arrondissement de Fort-de-France a été rattaché à l'arrondissement de Saint-Pierre.
À la suite des élections territoriales de décembre 2015 concernant la collectivité territoriale unique de Martinique, le conseil régional et le conseil général sont remplacés par l'assemblée de Martinique. De fait, les cantons disparaissent.

## Géographie
En Martinique, le canton du Prêcheur correspondait à la seule commune du Prêcheur dans l'arrondissement de Saint-Pierre.

## Administration
| Période | Période          | Identité         | Étiquette             | Qualité                                                                             |
| ------- | ---------------- | ---------------- | --------------------- | ----------------------------------------------------------------------------------- |
| 1955    | 1985             | Albert Joyau     | DVG puis UDR puis RPR | Maire du Prêcheur (1946-1987), suppléant du député Camille Petit                    |
| 1985    | 1997 (démission) | Jules Clémenté   | DVD                   | Maire du Prêcheur (1987-1997)                                                       |
| 1997    | 2004             | Roger Nadeau     | DVD                   | Greffier Maire du Prêcheur (1997-2008)                                              |
| 2004    | décembre 2015    | Marcellin Nadeau | MODEMAS               | Conseiller d’administration scolaire et universitaire Maire du Prêcheur depuis 2008 |

## Composition
Le canton du Prêcheur se composait uniquement de la commune du Prêcheur et comptait 1 644 habitants (population municipale) au 1er janvier 2012,.

## Démographie
| 1961 | 1967  | 1974  | 1982  | 1990  | 1999  | 2006  | 2009  | 2012  |
| ---- | ----- | ----- | ----- | ----- | ----- | ----- | ----- | ----- |
| -    | 2 613 | 2 284 | 2 005 | 2 050 | 1 845 | 1 717 | 1 673 | 1 644 |